# Rødt
Rødt (nynorsk: Raudt) er et norsk revolutionært socialistisk og marxistisk politisk parti, der blev grundlagt 11. marts 2007 som en fusion af Arbeidernes kommunistparti og Rød Valgallianse (RV). Den trotskistiske organisation Internasjonale Sosialister tilsluttede sig senere partiet. Lederen af partiet er Marie Sneve Martinussen, der afløste Bjørnar Moxnes i juli 2023.
Partiet arbejder ifølge sin stiftelseserklæring for "et samfund hvor frihed, økonomisk retfærdighed, international solidaritet og hensynet til naturen er sat i centrum".
Grundet den norske valglov figurerede RV stadig på stemmesedlerne ved kommunalvalgene i 2007. I Risør kommune blev Knut Henning Thygesen ved et direkte valg den første og hidtil eneste borgmester, der repræsenterer Rødt. Partiet er per 2019 repræsenteret i Stortinget med én repræsentant, samt i fire fylkesting og 33 byråd.
Partiet har ca 5.900 medlemmer. Dets ungdomsorganisation hedder Rød Ungdom, og partiet samarbejder med Enhedslisten i Danmark.